# Shake Shack
Shake Shack is een Amerikaanse fastfoodketen gevestigd in New York. Het bedrijf begon in 2001 als een hotdogkar in Madison Square Park waarna de populariteit gestaag groeide. In 2004 verhuisde Shake Shack naar een kraam in het park. Het breidde ook het menu uit met hamburgers, frieten en milkshakes.
Sinds de oprichting is het een van de snelstgroeiende voedselketens en werd het eind 2014 een beursgenoteerd bedrijf. 
Shake Shack Inc. bezit en exploiteert wereldwijd meer dan 250 locaties.